# Alphonse Picou

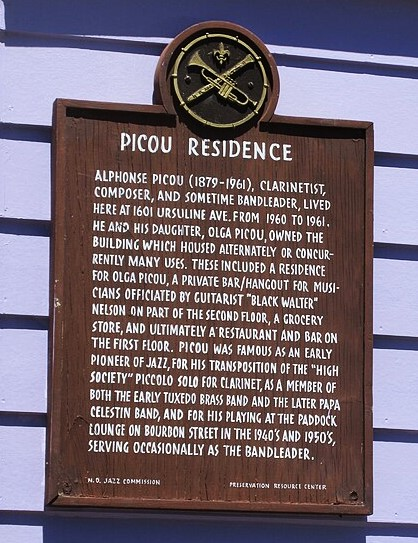
Tablica pamiątkowa na domu Alphonse’a Picou i jego córki – Olgi
w dzielnicy Tremé w Nowym Orleanie

Alphonse Floristan Picou (ur. 19 października 1878 w Nowym Orleanie, zm. 4 lutego 1961 tamże) – amerykański klarnecista jazzowy, prekursor tego gatunku muzyki, kompozytor, aranżer i okazjonalny wokalista.

## Życiorys
Pochodził z zamożnej rodziny kreolskiej, należącej do klasy średniej. Jego rodzicami byli Alfred i Clotilde z d. (Serpas). Miał kilkoro rodzeństwa.
W wieku czternastu lat zaczął grać na gitarze. Rok później sięgnął po klarnet, który stał się jego instrumentem głównym. W 1894 grał już zawodowo. Rodzice jednak, uważając że z samej muzyki nie da się wyżyć, posłali go do zawodu. Uczył się dekarstwa i pracował przy kryciu dachów kościołów blachą miedzianą. Wkrótce jednak okazało się, że jako klarnecista pracował częściej niż jako dekarz, i znacznie więcej zarabiał.
Jako członek sekcji kreolskiej Orkiestry Symfonicznej Lyre Club grał muzykę klasyczną. Występował także z różnymi zespołami tanecznymi i orkiestrami dętymi, takimi jak Fortunea Augustat, The Excelsior Brass Band, The Olympia Brass Band i The Tuxedo Brass Band. Był Kreolem o pochodzeniu w większości europejskim, obdarzonym jasną karnacją. Dzięki temu w początkach kariery okazjonalnie współpracował z zespołami złożonymi tylko z białych muzyków, co w czasach segregacji rasowej było niedopuszczalne, zwłaszcza na Południu kraju.
W 1897 założył The Independence Band. Był jednym z pierwszych muzyków grających w nowym stylu, który rozwijał się w Nowym Orleanie, ale jeszcze nie został nazwany „jazzem”. Grał z czołowymi instrumentalistami epoki narodzin nowego gatunku, który stał się rodzimej muzyki Stanów Zjednoczonych: puzonistą Bouboulem Valentinem, Oscarem DuCongem oraz kornecistami Buddym Boldenem, Manuelem Perezem, Freddiem Keppardem, Bunkiem Johnsonem i „Papą” Celestinem. Wzorowało się na nim wielu młodych klarnecistów, m.in. Johnny Dodds i Jimmie Noone. Jego wariacja w utworze High Society (standardzie jazzu tradycyjnego) była pierwszą słynną partią solową w jazzie, która jest powtarzana do czasów obecnych.
W latach 1914–1918 przebywał w Chicago. Pracował m.in. z Perezem w The Arsonia Café. Następnie na stałe powrócił do Nowego Orleanu. Oprócz występów estradowych okazjonalnie komponował. Napisał m.in. takie utwory jak Alligator Hop i Olympia Rag. Stworzył także kilka kompozycji na zamówienie „Kinga” Olivera. 
W okresie wielkiego kryzysu gospodarczego pracował jako dekarz. Grał tylko wieczorami w niedużym wymiarze godzin. Ok. 1940 wraz z odrodzeniem dixielandu (Dixieland Revival) znów zajął się wyłącznie muzyką. M.in. dokonał swoich pierwszych nagrań z zespołem trębacza Kida Reny – Delta Jazzband. Nigdy nie nagrywał jako lider. Następnie pracował z grupami „Papy” Celestina. Po jego śmierci prowadził własne, małe zespoły. Występując w klubach i lokalach w Dzielnicy Francuskiej, jego główna siedzibą był The Paddock Longue.
Zmarł w wieku 82. lat. Został pochowany na Mount Olivet Cemetery and Mausoleum w Nowym Orleanie. Jego kondukt pogrzebowy był największy, spośród tych, które do tego czasu odbyły się w mieście. Uczestniczyło w nim kilka orkiestr dętych oraz wielu pojedynczych muzyków jazzowych, pragnących oddać hołd zmarłemu. Choć był praktykującym katolikiem, ceremonię pogrzebową prowadził pastor baptysta.

## Instrumentarium
Często grał na nietypowym klarnecie altowym z czarą głosową skierowaną do góry. Instrument w systemie Alberta wyprodukowała amerykańska firma Penzel Mueller. Klarnet jest eksponowany w Kolekcji Historycznej Nowego Orleanu.

## Wybrana dyskografia
- 1951 Kid Rena’s Delta Jazz Band (Circle)
- 1976 The Paddock Jazz Band – 1953 – Featuring Alphonse Picou (Center Records)
- Two Giants of Traditional Jazz – Papa Celestin–Alphonse Picou (Old Riccoon)
- A New Orleans Jazz Party – George Lewis–Punch Miller–Eddie Miller–Jim Robinson–Alphonse Picou–Paul Barbarin (Rarities)

Zestawienie wg dat wydania płyt